# Dikoko
Dikoko Alimentos Ltda., ou simplesmente Dikoko, é uma empresa brasileira do setor alimentício, especializada no processamento e industrialização de derivados do coco. Fundada em 1987 pelo empresário Raimundo Dias de Almeida, a empresa tem sua sede no distrito de Calumbi, situado a aproximadamente 10 km da sede do município de Paraipaba, no estado do Ceará. Atualmente, a Dikoko é a maior fábrica cearense de beneficiamento de coco, a segunda maior indústria das Américas no segmento de derivados do coco  e a maior exportadora do fruto no Estado. 
A companhia atua em toda a cadeia produtiva, desde o cultivo de coqueiros até o processamento e distribuição de mais de trinta produtos derivados, entre eles água de coco, óleo, leite, açúcar, coco ralado e farinha.  Seus produtos são comercializados tanto no mercado nacional quanto no exterior, com exportações para países como Estados Unidos, China, México, Colômbia e Singapura.
Nos últimos anos, a Dikoko expandiu sua estrutura industrial no estado do Ceará, com destaque para a planta localizada em Calumbi. A empresa também está investindo na construção de uma nova fábrica em Itapipoca, com capacidade prevista para beneficiar até 500 mil cocos por dia. O investimento estimado para essa expansão é de aproximadamente R$ 194 milhões ao longo de cinco anos.  
A Dikoko gera empregos diretos e indiretos na região, contribuindo para a economia local, e adota práticas relacionadas ao cultivo irrigado e à verticalização da produção.